# Сунтар-Хаята
Сунта́р-Хаята́ — горный хребет на северо-востоке России на территории Якутии и Хабаровского края. В центральной его части с юга к нему примыкает Юдомский хребет.
Длина — 450 км, максимальная высота — 2959 м (гора Мус-Хая). Другая гора, Берилл (2933 м), является высочайшей точкой в Хабаровском крае.

## Этимология
В якутской мифологии имеется фольклорный персонаж Сунтар — якутская шаманка, дух которой до сих пор па́мятен местному населению, и её имя остерегаются произносить в вечернее время. Такое объяснение характеризуется величием и мощностью хребта, высотой в 3 тысячи метров и длиной 450 км. Второе слово Хаята происходит от якутского хая — «хребет», -та — вспомогательный аффикс.

## Геофизические характеристики
Хребет сложен эффузивами и гранитами. Характеризуется высокогорным рельефом преимущественно альпийского типа, где острые гребни и пики чередуются с глубокими ущельями и карами, многие из которых заняты ледниками и снежниками. Ледники имеют суммарную площадь более 200 км², а также занимающими около 800 км² тарынами (тарын — на якутском языке многолетняя крупная наледь, формирующаяся преимущественно за счёт грунтовых вод, максимальной толщиной до 8 м).

## Растительность
Растительность представлена лиственничным редколесьем и сменяющей его кустарничковой горной тундрой.
Сунтар-Хаята вместе с Юдомским хребтом является тройным водоразделом между бассейнами Индигирки на северо-востоке, Алданом на западе и реками бассейна Охотского моря на юге.

## Климат
Климат здесь резко континентальный, холодный: в находящейся вблизи северных границ района Оймяконской котловине минимальная зафиксированная температура воздуха −71,2°С, а средняя годовая −16,6°С.

## Ледники

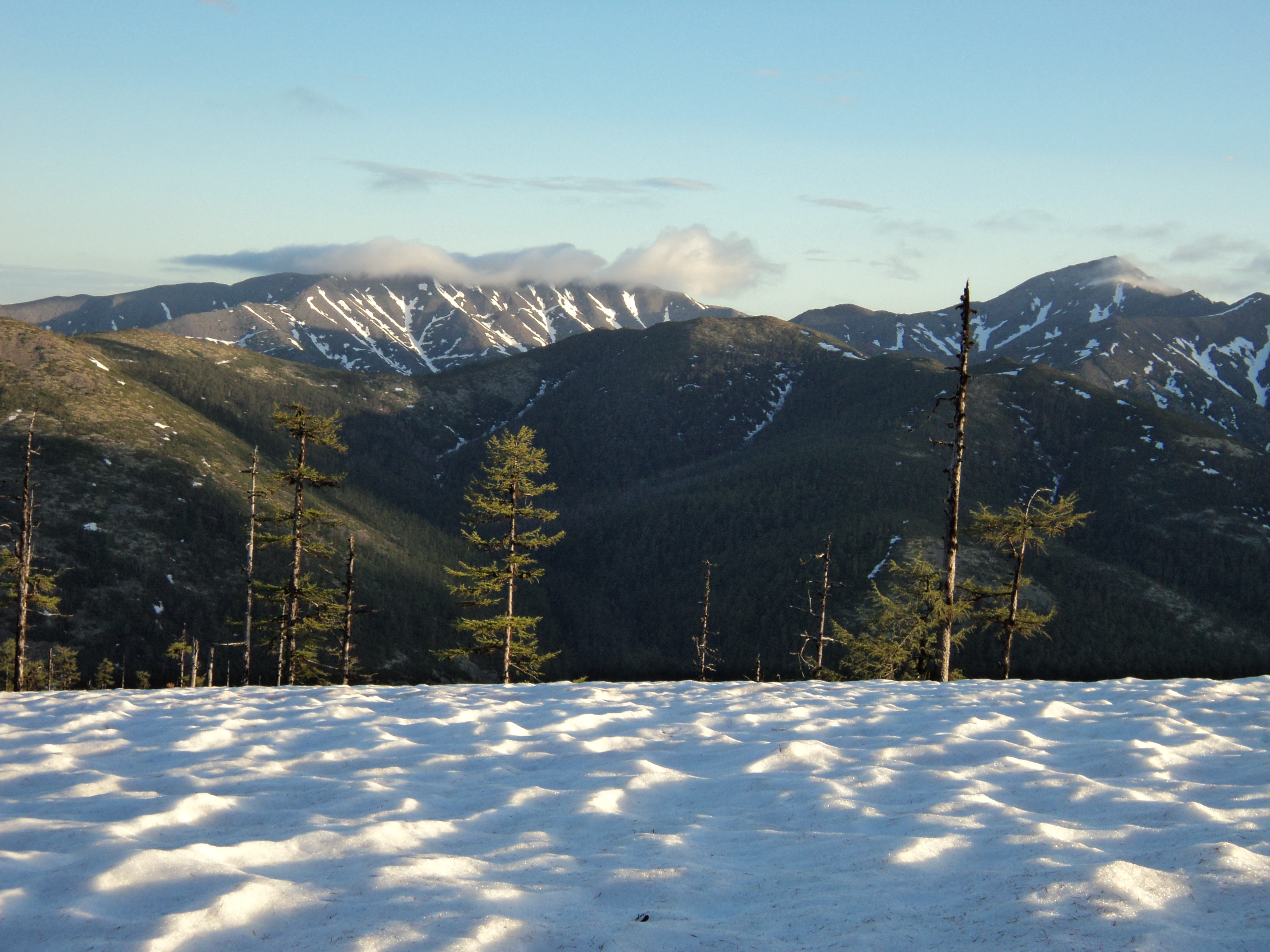
Южные отроги хр. Сунтар-Хаята в июне

Первыми исследователями, обратившими внимание на признаки современного оледенения в горах Сунтар-Хаята, были Ф. П. Врангель во время путешествия 1820—1824 гг. и И. Д. Черский в 1891 г. В 30-х гг. XX в. о ледниках начали появляться сообщения геологов, но первые достоверные сведения были получены сотрудником Верхне-Индигирской экспедиции «Дальстроя» В. К. Лежоевым, который, составляя карты на район Сунтар-Хаята, описал ледники и дал их высотные характеристики. Ледники открывались геологами и в последующие годы. В 1944—1947 гг. была проведена аэрофотосъёмка, при дешифрировании которой, а также в ходе экспедиционных исследований 1946—1947 гг. было выявлено и описано довольно значительное оледенение хребта. Планомерное его изучение началось только в конце 1950-х гг. в рамках Международного геофизического года (1957—1958), когда была построена высокогорная гляциологическая и геокриологическая станция и начали проводиться гляциологические наблюдения. В последующие годы отдельные ледники посещались и исследовались экспедициями Института мерзлотоведения Сибирского отделения РАН (Иркутск), Института географии РАН и др.
В Каталоге ледников, составленном на основе аэрофотосъёмки 1947 г., приведены сведения о 208 ледниках общей площадью 201,6 км2 и объёмом около 12 км3. Ледники распределяются неравномерно как по территории гор, так и по бассейнам рек. Большинство ледников сосредоточено в трёх наиболее высоких горных массивах: в районе горного узла в северо-западной части хребта с вершинами Мус-Хая и Палатка (2944 м); на стыке главного водораздельного хребта Сунтар-Хаята с Юдомским хребтом с вершиной пик Берилл (2933 м); в районе горных вершин Раковского (2889 м), Обручева (2741 м) и Васьковского (2790 м) на Юдомском хребте к югу от его соединения с главным водораздельным хребтом. Группы небольших ледников имеются в восточной части гор, главным образом в районе горы Друза (2745 м). Больше половины всех ледников (111) площадью 111,2 км2 относится к бассейну реки Индигирки. Остальные распределяются примерно поровну между бассейнами реки Юдомы (Алдан) (48 ледников, 41,9 км2) и бассейнами рек, впадающих в Охотское море (49 ледников, 48,5 км2).